# جوب بور (مقاطعة تشرداول)
جوب بور (بالفارسية: جوب بور) هي قرية تقع في قسم بيجنوند الريفي (مقاطعة تشرداول) في إيران. يقدر عدد سكانها بـ 65 نسمة بحسب إحصاء 2016.